# Sponsor marcsikae
Sponsor marcsikae es una especie de escarabajo del género Sponsor, familia Buprestidae. Fue descrita científicamente por Holynski en 1997.

## Distribución
Habita en la región afrotropical.